# Zum Schwarzen Kameel

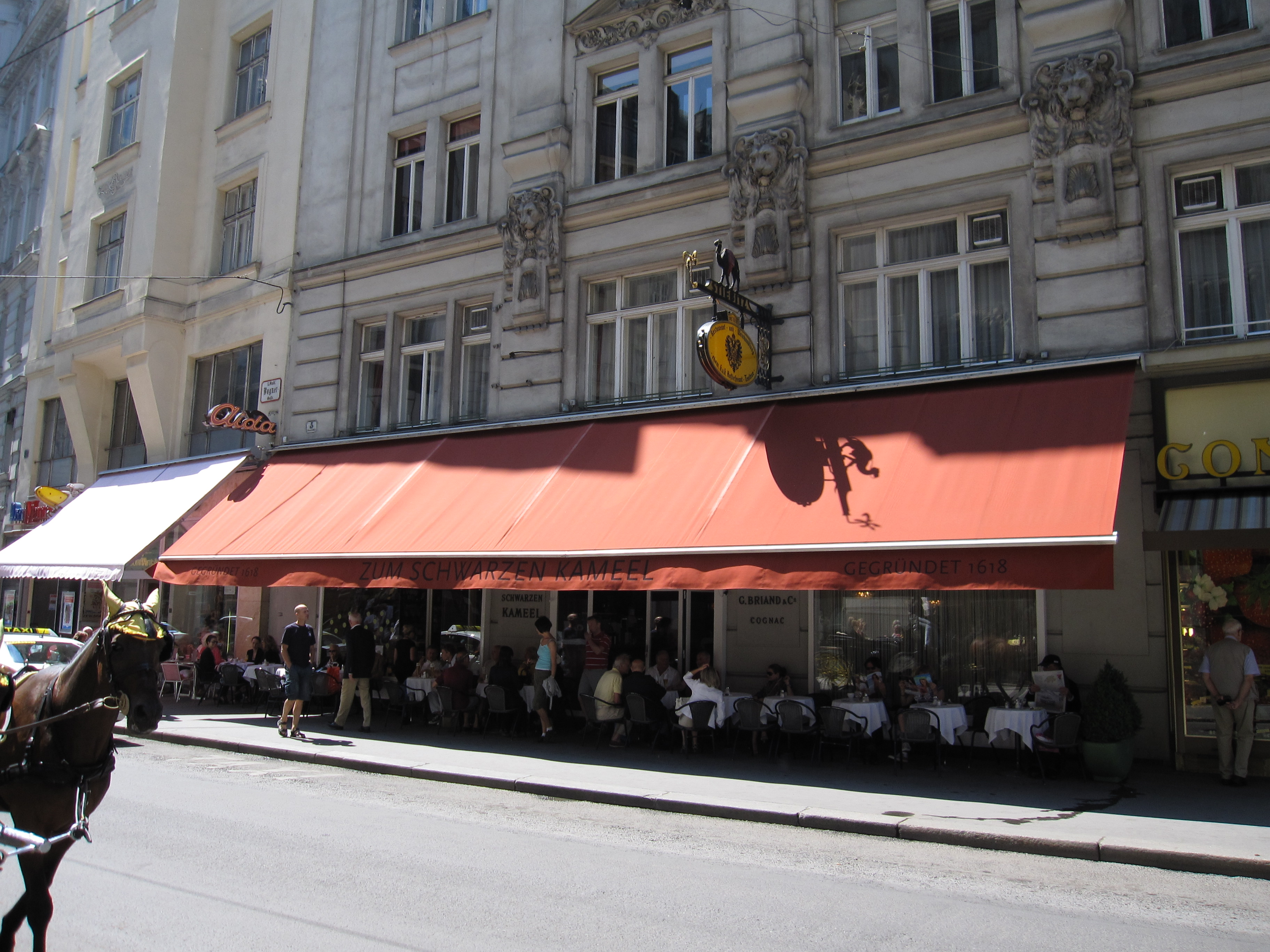
Zum Schwarzen Kameel an der Wiener Bognergasse

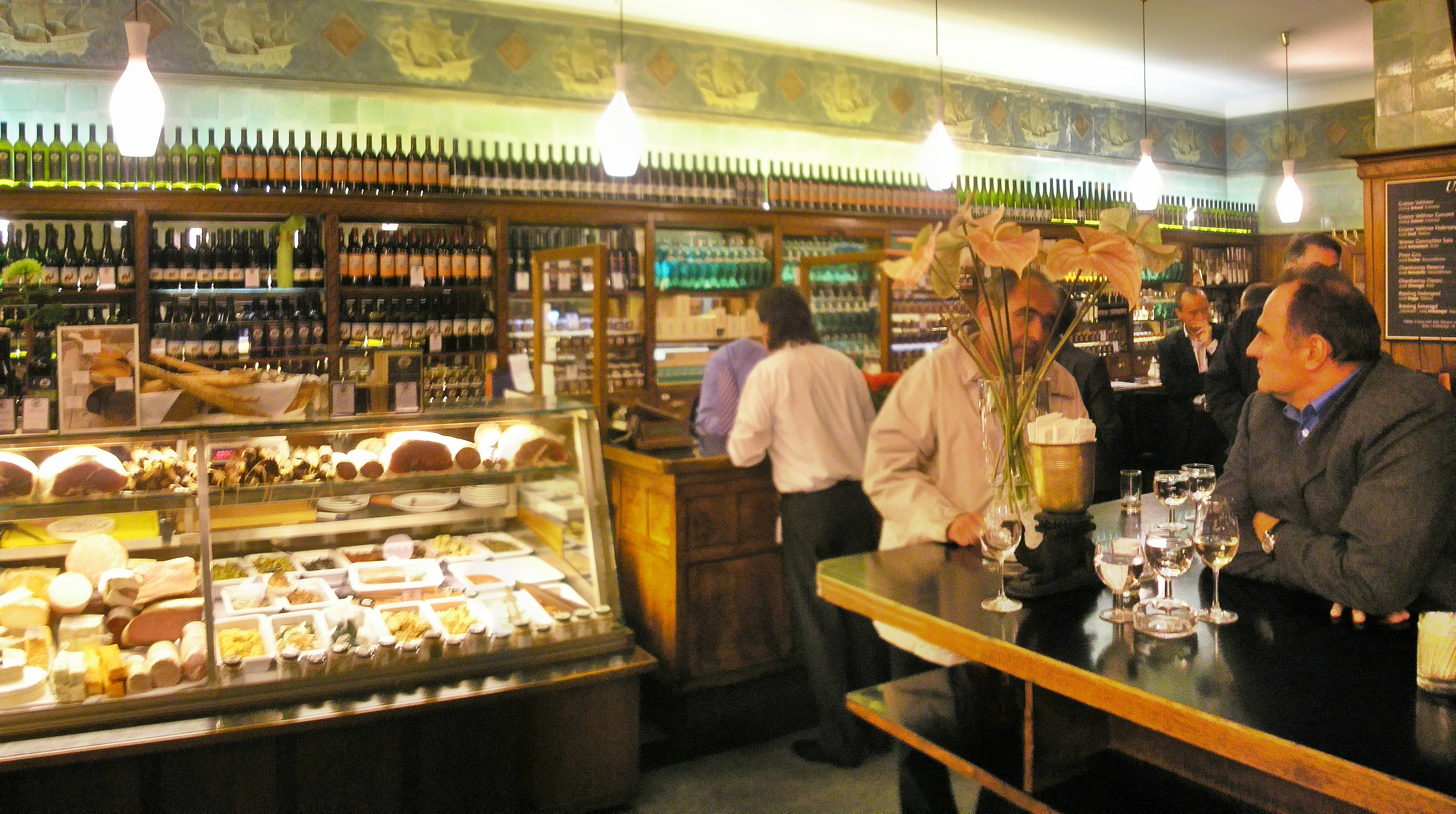
Das Innere des Lokals

Das Lokal Zum Schwarzen Kameel ist ein traditionsreiches Restaurant an der Bognergasse 5 im 1. Wiener Gemeindebezirk Innere Stadt, das heute von der PuM Friese GmbH unter der Leitung der Familie Friese geführt wird.

## Geschichte
1618 erwarb Johann Baptist Cameel ein schon damals bestehendes Haus und richtete eine Gewürzkrämerei ein. In Anspielung auf seinen Nachnamen gab er dem Laden den bis heute geführten Namen.
1818 übernahm der aus Böhmen (Kreis Leitmeritz) stammende frühere Buchhalter Joseph Stiebitz das Lokal vom vorigen Besitzer Jacob Partel. Das Unternehmen hieß nun Joseph Stiebitz & Comp. Er expandierte den Feinkosthandel und richtete später eine Weinstube ein. Das Lokal wurde zunehmend populärer und wurde am 30. November 1825 vom kaiserlichen Obersthofmeisteramt mit der Verordnung ddo. 9. November d. J. Zahl 2266 zum Hofspezereienwarenhändler ernannt. Einer der Gäste war der Maler Ferdinand Georg Waldmüller, der das heutige Logo entwarf und zeichnete, andere Gäste waren Friedrich August Kanne und Ludwig van Beethoven. 1852 übernahm der Sohn von Joseph Stiebitz, Alois Stiebitz, das Lokal. Das Unternehmen hieß zu dem Zeitpunkt Alois Stiebitz & Comp. 1866 wurde ihm nach erneuertem Ansuchen der Titel des k.u.k. Hoflieferanten erteilt.
1901 wurde das Haus Bognergasse 5 komplett neu errichtet und das Lokal erhielt sein heutiges Aussehen im Wiener Jugendstil von der Architektenfirma Portois & Fix. Heute werden die Räume als Restaurant, Bar und Delikatessenhandlung genutzt.
Anlässlich des 400-Jahr-Jubiläums befand sich im Jänner und Februar 2018 eine Spiegelbar der Künstlerin Eva Schlegel vor dem Lokal, die die Fassade scheinbar „ins Unendliche“ erweiterte und die Zahl 400 spiegelte.